# Ian Orr-Ewing, Baron Orr-Ewing
Charles Ian Orr-Ewing, Baron Orr-Ewing Bt OBE (* 10. Februar 1912; † 19. August 1999) war ein britischer Politiker der Conservative Party, der zwanzig Jahre lang Abgeordneter des House of Commons war und der 1971 als Life Peer Mitglied des House of Lords wurde.

## Leben

### Studium, Ingenieur und Zweiter Weltkrieg
Orr-Ewing war der Sohn des Archibald Ian Orr-Ewing (1884–1942) aus dessen Ehe mit Gertrude Bertha Runge († 1974). Väterlicherseits war er ein Urenkel von Sir Archibald Orr-Ewing, 1. Baronet, der von 1868 und 1892 Abgeordneter für Dunbartonshire im House of Commons war. Er selbst absolvierte nach dem Besuch der Harrow School ein Studium der Elektrotechnik am Trinity College der Universität Oxford, das er 1933 mit einem Bachelor of Arts (B.A. Electrictal Engineering) abschloss. Danach begann er ein Studium der Physik und war daneben von 1934 bis 1937 Werkstudent bei der EMI Group.
Nachdem er zwischen 1937 und 1939 als Ingenieur bei der British Broadcasting Corporation (BBC) gearbeitet hatte, trat er zu Beginn des Zweiten Weltkrieges 1939 in den Freiwilligendienst der Royal Air Force ein und nahm an Einsätzen in Italien, Nordafrika und Nordwesteuropa teil. Zuletzt war er 1945 im Stab von General Dwight D. Eisenhower als Radaroffizier tätig. Er wurde mentioned in despatches und 1945 als Officer des Order of the British Empire ausgezeichnet. Nach Kriegsende kehrte er als Ingenieur zur BBC zurück und war dort bis 1949 tätig.

### Unterhausabgeordneter und Juniorminister
Bei den Unterhauswahlen vom 23. Februar 1950 wurde Orr-Ewing erstmals als Abgeordneter der Conservative Party für den Wahlkreis Hendon North in das House of Commons gewählt und hatte dieses Mandat bis zu den Unterhauswahlen am 18. Juni 1970 inne.
Nachdem die Conservative Party bei den Unterhauswahlen am 25. Oktober 1951 die Mehrheit im Unterhaus gewann und mit Winston Churchill den Premierminister stellen konnte, war er zwischen 1951 und 1955 Parlamentarischer Privatsekretär von Arbeitsminister Walter Monckton. 1956 wurde er Sekretär des sogenannten 1922 Committee, der parlamentarischen Vereinigung der Hinterbänkler der Conservative Party.
Später war er zwischen 1957 und 1959 Parlamentarischer Unterstaatssekretär bei Luftfahrtminister (Secretary of State for Air) George Ward und anschließend für kurze Zeit Parlamentarischer Finanzsekretär der Admiralität, ehe er zwischen 1959 und 1963 als Zivillord Chefingenieur der Admiralität (Civil Lord of the Admiralty) war.

### Baronet und Oberhausmitglied
Am 27. Juni 1963 wurde Orr-Ewing der erbliche Adelstitel Baronet, of Hendon in Middlesex, verliehen. 1966 war er Vizepräsident des Parlamentarischen und Wissenschaftlichen Komitee (Parliamentary and Scientific Committee), dem maßgeblichen Verbindungsorgan zwischen Parlament und Wissenschaft, und danach von 1966 bis 1970 Vize-Vorsitzender des Verteidigungsausschusses des Unterhauses.
Beim Britisch-Schweizerischen Parlamentarier-Skirennen in Davos galt er als engagierter Teilnehmer, so erlangte er im Jahre 1966 in der Kombination den dritten Rang.
Nach seinem Ausscheiden aus dem Unterhaus wurde er durch ein Letters Patent vom 30. April 1971 als Baron Orr-Ewing, of Little Berkhamsted in the County of Hertfordshire, zum Life Peer erhoben und gehörte als solcher bis zu seinem Tod dem House of Lords als Mitglied an, sodass er fast fünfzig Jahre Mitglied des britischen Parlaments war.
Lord Orr-Ewing war zunächst Erster Vizevorsitzender sowie danach zwischen 1972 und 1977 Vorsitzender des Metrication Board, das sich mit der Einführung des metrischen Einheitensystems in Großbritannien befasste. Zugleich fungierte er von 1972 bis 1976 als Vorsitzender des britischen Skiverbandes (National Ski Federation). Darüber hinaus war er zwischen 1980 und 1986 stellvertretender Vorsitzender der Vereinigung konservativer Oberhausmitglieder.
Aus seiner 1939 geschlossenen Ehe mit Joan Helen Veronica McMinnies (um 1917–2010) hatte er vier Söhne, von denen ihn der Älteste, Alistair Simon Orr-Ewing (* 1940), bei seinem Tod, 1999, als 2. Baronet beerbte.

## Veröffentlichungen
- A Celebration of Lords and Commons Cricket 1850–1988. 1989.